# Вельес, Мануэла
Мануэ́ла Велье́с Касарье́го (исп. Manuela Vellés Casariego; 16 января 1987, Мадрид) — испанская актриса.
Известна по роли Анны в фильме Хулио Медема «Беспокойная Анна» (2007). Юная Мануэла Вельес только что поступила в актёрскую школу в Мадриде, когда Хулио Медем после долгих поисков выбрал её на роль главной героини фильма.
Её следующим фильмом была «Дорога» (2008) Хавьера Фессера.

## Фильмография
- 2007 — Беспокойная Анна
- 2008 — Дорога
- 2010 — Захват
- 2010 — Возвращение
- 2017 — Тайна седьмой музы

## Телефильмы
- La Señora (Serie. TVE) (2009)
- La chica de ayer (Serie. Antena 3 Televisión) (2009)
- Flores para Belle (Telefilme. TVE-1) (2008)